# Kanzel (Ainertshofen)

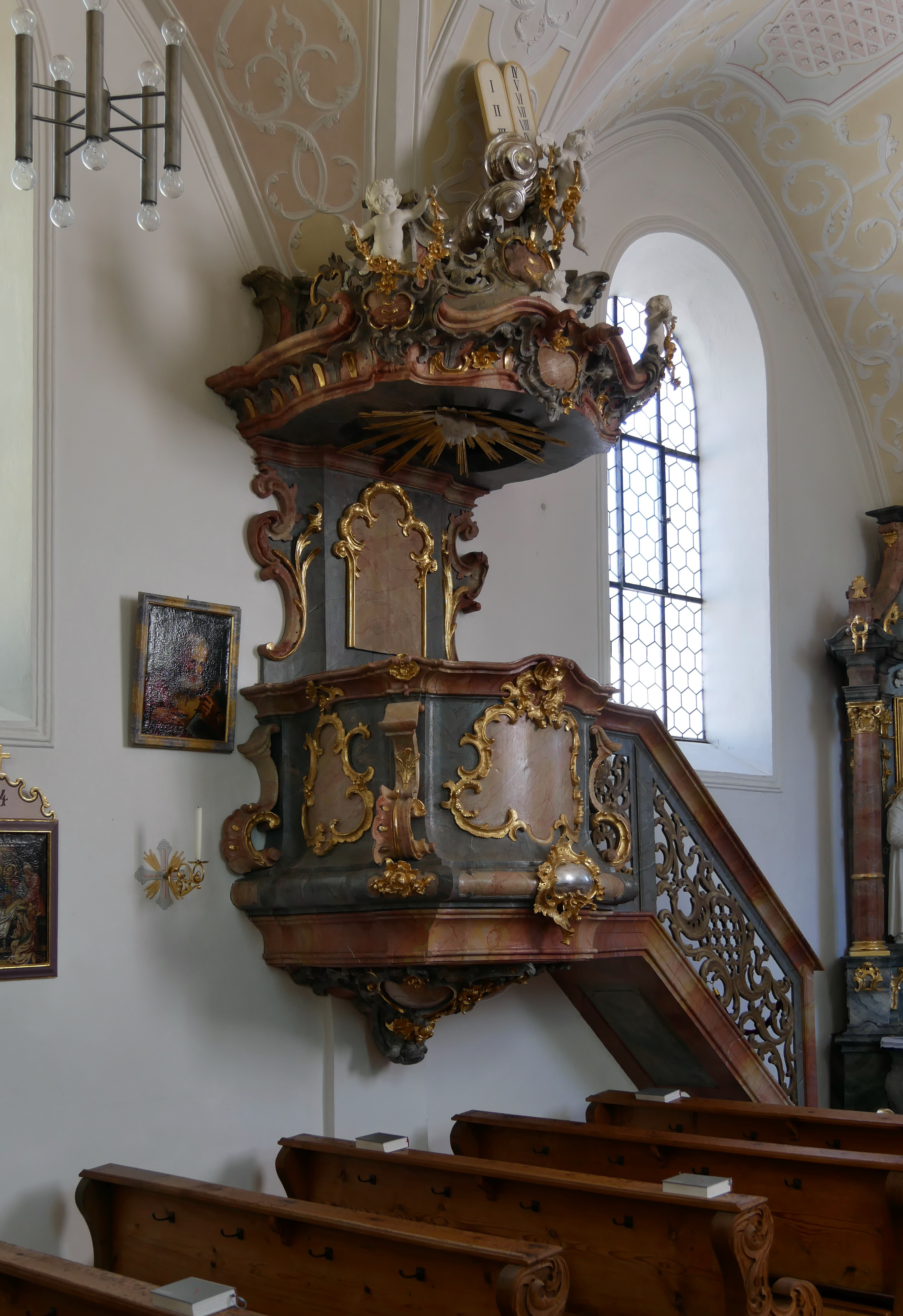
Kanzel in Ainertshofen

Die Kanzel in der katholischen Filialkirche Mariä Verkündigung in Ainertshofen, einem Gemeindeteil von Inchenhofen im Landkreis Aichach-Friedberg im bayerischen Regierungsbezirk Schwaben, wurde um 1750/60 geschaffen. Die Kanzel ist ein Teil der als Baudenkmal geschützten Kirchenausstattung.
Die hölzerne Kanzel im Stil des Rokoko wurde in der Art des Johann Anton Wiest geschaffen. Der Kanzelkorb besitzt verzierte Felder ohne Darstellungen. Die Treppe hat ein geschnitztes Geländer. 
Der geschwungene Schalldeckel mit Gesims, auf dem Engelputten sitzen, wird von den Gesetzestafeln bekrönt. An der Unterseite ist eine Heiliggeisttaube zu sehen.
Die Rückwand ist wie der Kanzelkorb mit vergoldetem Dekor versehen.